# Musée des Pêcheries
Les Pêcheries - Museo di Fécamp è un nuovo museo che riunisce tutte le collezioni comunali della città di Fécamp. Aperto da dicembre 2017, si trova sul porto di Fécamp, in una vecchia fabbrica di pesce appartenente prima a un'azienda chiamata: "Les Pêcheries de Fécamp". Riunisce le collezioni che erano nel Museo dei Terre-Neuvas e della pesca e nel Museo delle arti e dell'infanzia.

## L'edificio

### Edificio industriale riqualificato
Il Museo si trova sul porto di Fécamp in un edificio industriale riqualificato: era una fabbrica per l’essicazione del pesce. La fabbrica, messa in servizio nel 1950, fu diretta da Honoré York che negli anni '60 sviluppò un'attività produttiva di pesce affumicato. Le attività industriali cessarono nel 1996.
Il progetto di ristrutturazione risale al 2003. Sono state conservate diverse installazioni che ricordano l'antica funzione industriale dell'edificio: un forno per affumicare le aringhe e uno per affumicare il salmone, gli spogliatoi e l'ufficio dell'armatore. Dopo diversi anni di lavoro, il museo è stato inaugurato venerdì 8 dicembre 2017.

### Storia dei musei di Fécamp
Il Museo di Fécamp riunisce in un unico luogo le collezioni degli ex musei municipali; cioè il Museo dei Terre-Neuvas e della pesca e del Museo delle arti e dell'infanzia, quest'ultimo che riunisce le raccolte dei vecchi musei di Vieux-Fécamp creati nel 1910, il museo dell'infanzia del dottor Léon Dufour (1856–1928), creato nel 1918 e lasciato in eredità alla città nel 1926, e opere d'arte lasciate in eredità dal pittore André-Paul Leroux (1870–1950) (curatore del museo) e sua moglie nel 1950.

### Museografia del Museo di Fécamp
La particolarità di questo museo è che può essere visitato dall’alto verso il basso. La visita inizia infatti al Belvedere con accesso tramite ascensore, quindi scendendo piano per piano una grande scala centrale. Le collezioni si sviluppano su livelli: 
- Belvedere: una vista a 360° sulla città, sul porto e sul mare. Qui sono esposte tre mappe in rilievo che illustrano lo sviluppo urbano della città dal Medioevo ai giorni nostri.
- 4º piano: la galleria storica presenta una serie di oggetti che ripercorrono la storia della città.
- 3º piano: uno spazio dedicato alla storia della pesca del merluzzo bianco, dell'aringa e altre pesche a Fécamp.
- 2º piano: presenta un'importante collezione di Belle Arti, una retrospettiva sulla vita tradizionale nella regione del Pays de Caux, un gabinetto della curiosità, le collezioni del Museo dell'infanzia del dottor Dufour che annovera in particolare un'affascinante collezione di biberon dall'antichità al periodo contemporaneo.
- 1º piano: è dedicato alle mostre temporanee e al centro di documentazione.
- Piano mezzanino: è occupato dai vecchi spogliatoi e dall'ufficio dell'armatore, entrambi visitabili con una guida.
- Al piano terra si trovano la reception, la biblioteca e un auditorium.

## Galleria storica
Situata sotto il belvedere, la galleria storica presenta la storia della città con elementi archeologici dal Paleolitico alla storia delle mura atlantiche. Il museo tratta anche l'abbazia di Fécamp, i corsari, la storia delle logge massoniche e la nascita dei bagni di mare.

### Paleolitico
Il territorio di Fécamp è stato occupato fin dal Paleolitico. I visitatori possono osservare i resti di una presenza umana grazie ai bifacciali risalenti a 300.000 anni fa. A questi si aggiungono altri reperti archeologici come le zanne di mammut ritrovate durante la costruzione di una parte del porto nel XIX secolo.

### Periodo gallo-romano
Le vestigia di questo periodo sono presentate in una sezione della galleria storica: macine per il grano del periodo gallo-romano, monete galliche del I secolo a.C., delle fibule del I secolo, ecc. Numerosi siti sono stati scavati intorno a Fécamp, in particolare dall'abate Cochet.

### Al tempo dei duchi di Normandia
Capitale del ducato di Normandia nel X secolo, la città di Fécamp conserva importanti vestigia di questo periodo.

### Bagno di mare
Fécamp è una città industriale nel XIX secolo, ma è anche in parallelo una città che attira una popolazione mondana. Lo sviluppo della ferrovia e l'entusiasmo per i bagni di mare sonno importanti. Pertanto, una sezione delle collezioni illustra la moda del bagno di mare della seconda metà del XIX secolo.

## Sequenza marina e da pesca

### I diversi tipi di pesca
Il museo presenta le collezioni precedentemente esposte nel Museo dei Terre-Neuvas e della pesca (Musée des Terre-Neuvas et de la pêche, 1988-2012), Questa sezione presenta tre percorsi corrispondenti ai tre tipi di pesca: la pesca dell'aringa, menzionato dall'XI secolo nei conti dell'abbazia della Santissima Trinità, la pesca del merluzzo praticata dal XVI secolo al XX secolo e infine la pesca costiera.
L'omaggio alle società di salvataggio in mare è oggetto di uno spazio aggiuntivo.

### Cantieri navali
Il suo percorso è costruito a livello tecnico con una menzione particolare per il più antico dory, un'imbarcazione in legno a fondo piatto, conservato nelle collezioni marittime francesi, soprannominato "Popaul" risalente al 1946. La sequenza è arricchita da bellissime vetrine che presentano i cantieri navali Fécamp e modellini di navi.

### Modellini e dipinti
Viene presentata una ricca collezione di modelli di barche a vela e pescherecci da traino, inclusi modelli di prestigio. Questi sono nella forma di un mezzo scafo posto contro uno specchio che dà l'illusione di una nave completa. Questi modelli, di alta precisione erano stati ordinati dall'armatore che li aveva convalidati per la costruzione finale. Poi però il progetto finì irrealizzato nell'ufficio dell'armatore.
Inoltre, dipinti di navi trovano un posto speciale in un'alcova dedicata ai ritratti di navi, eseguita da Eugène Grandin, Louis Honoré Frédéric Gamain e Edouard Adam, per armatori del XIX secolo.

### Testimonianze
A livello etnografico, le raccolte presenti su supporti multimediali presentano una ricca raccolta di testimonianze audio e archivi cinematografici.

## Sequenza di belle arti

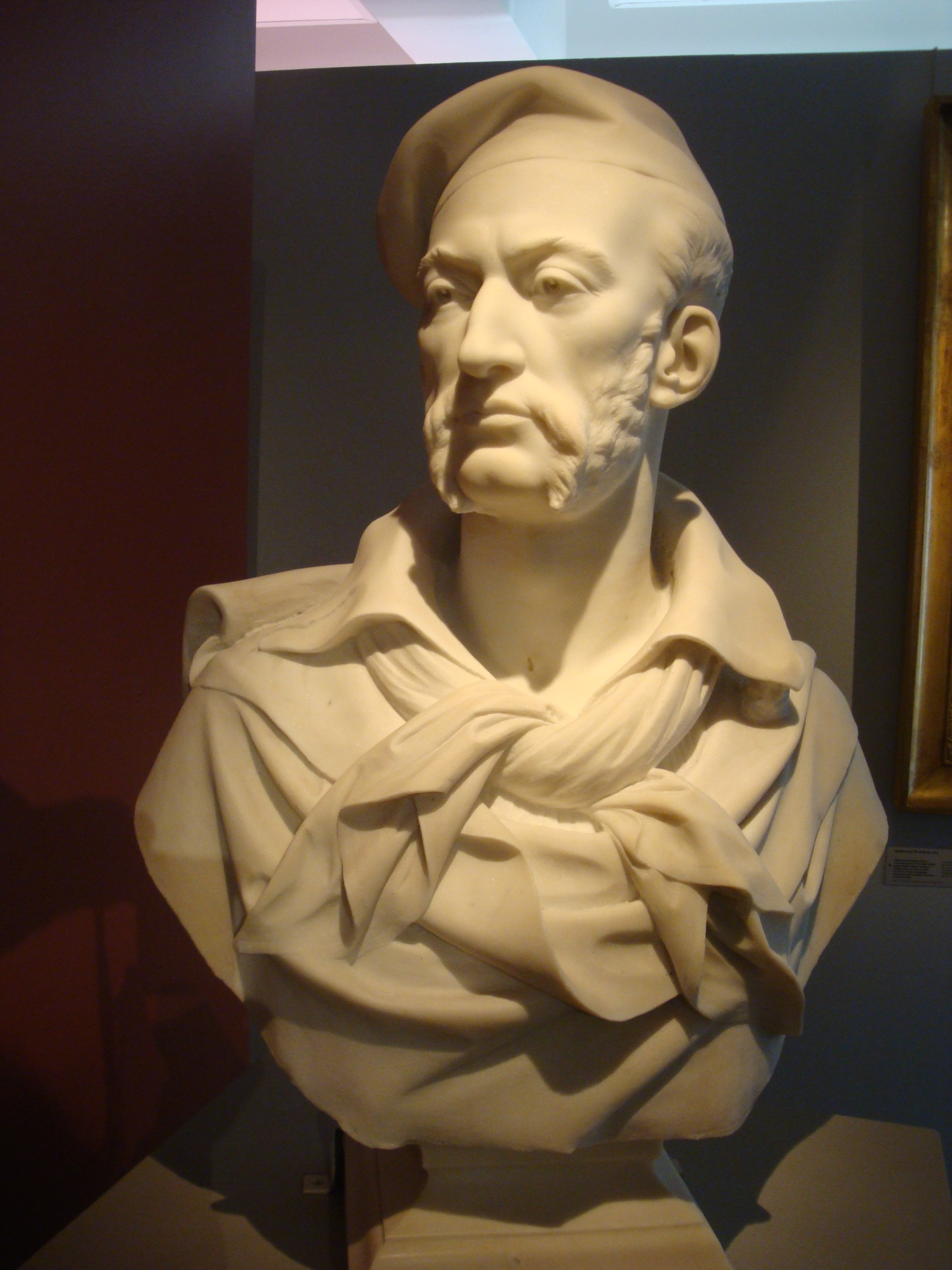
Busto dello scultore Géricault di François-Alexandre Devaux, 1897
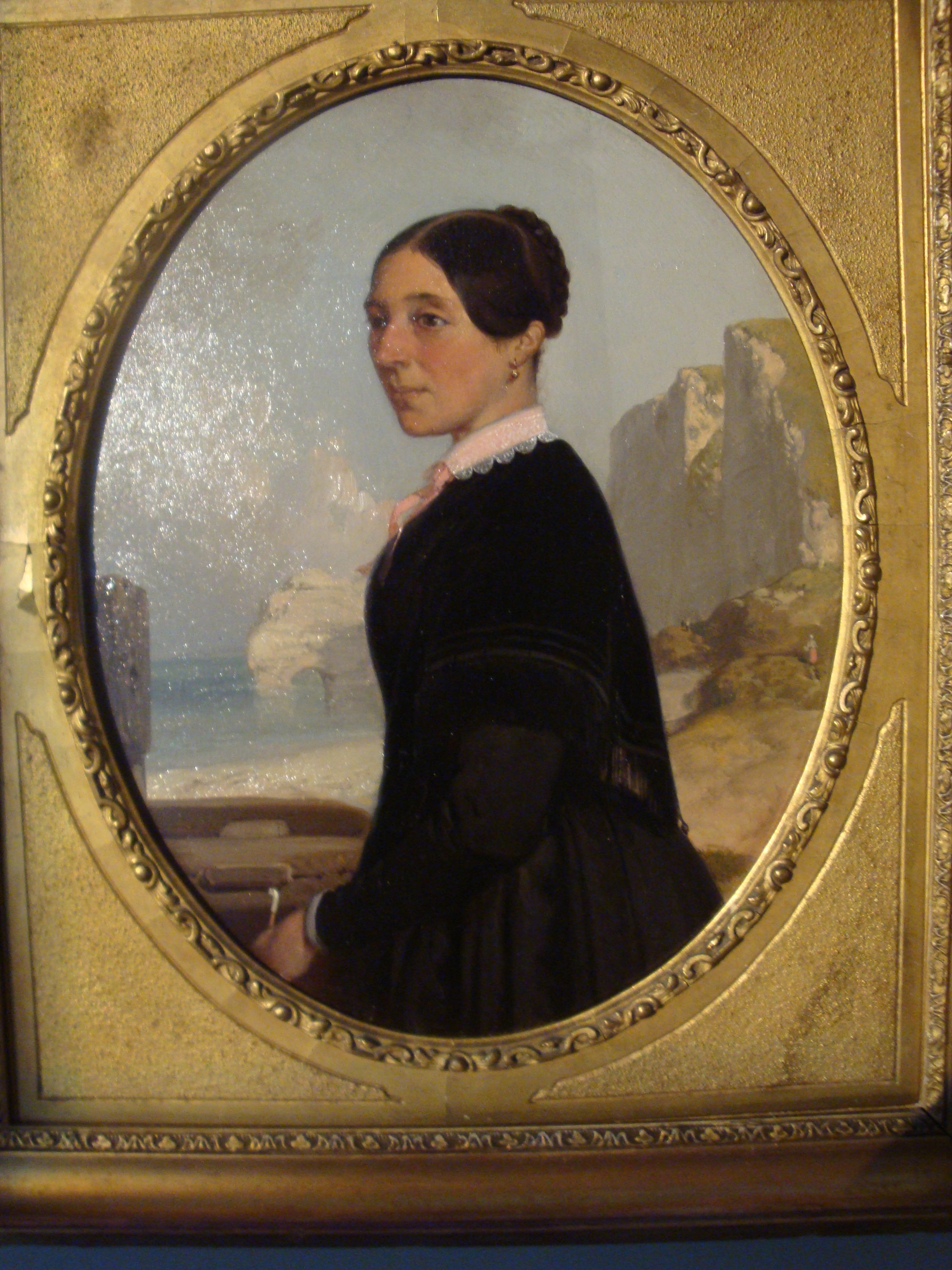
Eugène Le Poittevin (1806-1870), Ritratto di Césaire Blanquet ad Étretat
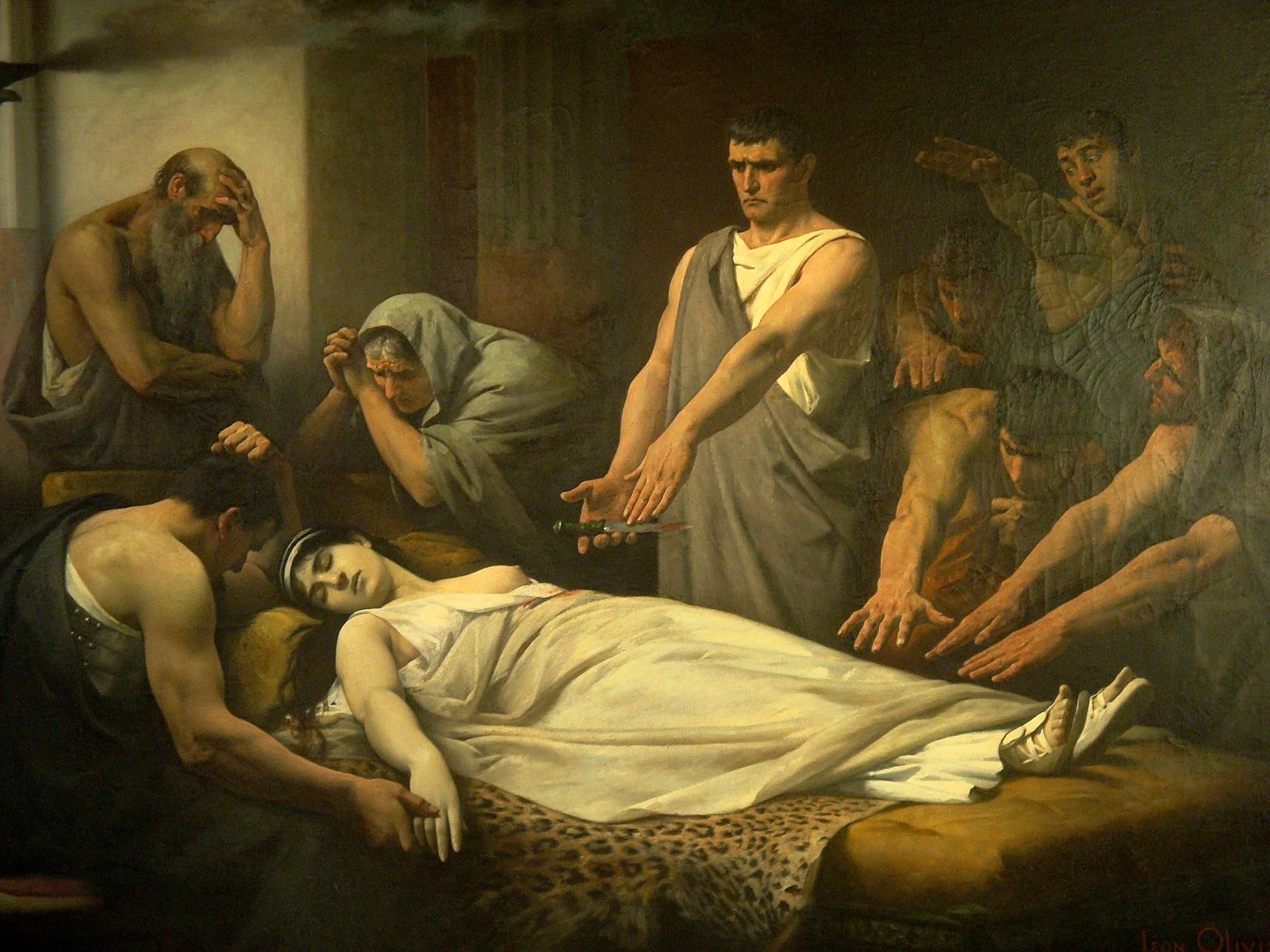
Léon Olivié, Il giuramento di Bruto sul corpo di Lucrèce, 1879, Fécamp, Musée des Pêcheries
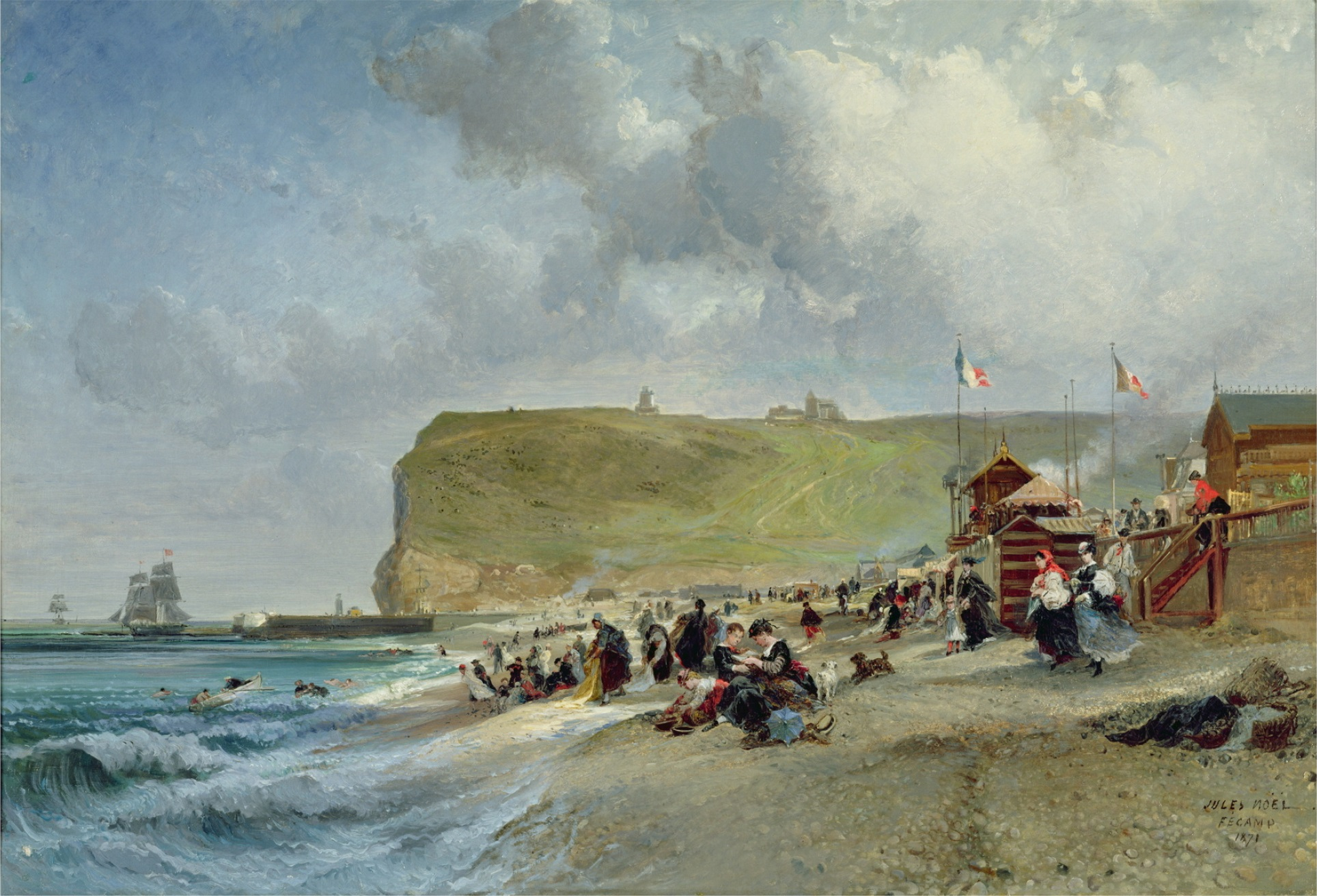
Jules Achille Noël, Crinoline sulla spiaggia, 1871, Fécamp

### Dipinti
Il museo presenta dipinti dal XVI secolo ad oggi con Eugène Le Poittevin, Émile Schuffenecker, Jules Noël, Jules e Georges Diéterle, Pierre-Charles Le Mettay, Henri de Saint-Delis, Saint-Igny, Jean-Paul Laurens, Léon Cogniet, Édouard Toudouze, Alexeï Bogolioubov, Martine Dubilé ed altri artisti.

### Scultura
Le collezioni sono arricchite con sculture come quelle di François-Alexandre Devaux, Yvonne Diéterle, Alfred Boucher, quest'ultimo era il professore di Camille Claudel.

### Tunnel di disegni
Il museo ha una grande collezione di arti grafiche con disegni risalenti al XVI secolo e opere di Eugène Delacroix. Per preservarli, queste fragili opere sono presentate in rotazione nel tunnel di disegni. Dal 2018, il Museo della pesca ha presentato disegni per tema.

## Vita tradizionale nel Pays de Caux
La collezione etnografica evoca la vita quotidiana locale nel Pays de Caux attraverso la presentazione di mobili, ceramiche, costumi e gioielli regionali, attraverso una museografia originale che è stato progettato dal museografo Achim von Meier.
I mobili esposti in questa sequenza includono cassapanche normanne del XVI secolo e armadi per i corredi nuziali con raffinate decorazioni intagliate.
I costumi tradizionali del Pays de Caux sono presentati in questa sezione come un cappotto da lavoro, l'abbigliamento emblematico dei contadini locali e un mantello di stoffa. Questi mantelli, erano chiusi da una graffetta formata da due lastre d'argento modellate.

### Ceramiche
L'artigianato regionale viene messo in risalto dalla presentazione della maiolica di Rouen del XVIII secolo e della maiolica di Havre della fabbrica dei fratelli Anselme e Fortuné Delavigne.
Molte ceramiche inglesi, chiamate lusterware, decorano questa ricca collezione. Hanno la particolarità di avere un riflesso metallico. Riportati dai viaggi, queste ceramiche erano molto popolari in Normandia e Bretagna dove venivano soprannominate "faience di Jersey" perché pasavano spesso attraverso l'isola di Jersey, sebbene venissero prodotte a Sunderland o nello Staffordshire.

## Sequenza Museo dell’infanzia

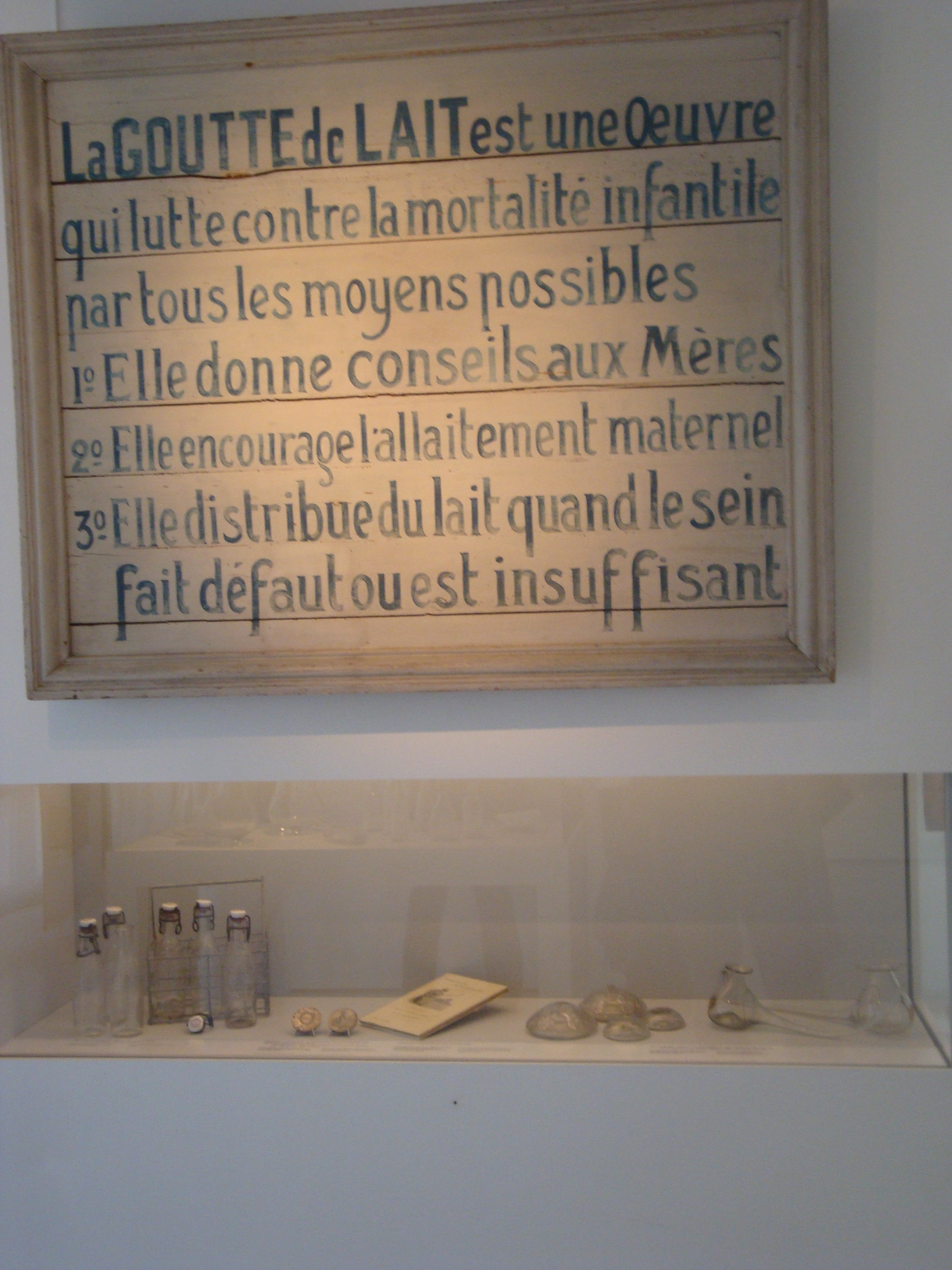
'La Goutte de lait' (goccia di latte) di Leon Dufour

Questa sequenza si concentra sulla collezione del dottor Léon Dufour, pediatra e creatore del 1894 de " La Goutte de lait " (goccia di latte), un'organizzazione che era molto attiva nel promuovere la sterilizzazione del latte destinato ai infanti. Il museo presenta una bellissima collezione di biberon e oggetti della prima infanzia.

### Storia del Museo dell’infanzia
Léon Dufour è un medico francese della salute che nel 1894 ha fondato l’organizzazione “La Goutte de lait” allo scopo di distribuire biberon di latte sterilizzato ai bambini bisognosi. Durante la sua vita raccolto oggetti legati all'infanzia da tutte le parti del mondo e con questa collezione nel 1918 ha aperto il Museo d'ell infanzia, presso la sede stessa dell'opera della “Goutte de lait” a Fécamp, con un chiaro obiettivo educativo e igienico
Il museo si trova presso la sede del lavoro della goccia di latte a Fécamp.
Nel 1933, il museo fu trasferito nel padiglione dell'infanizia e fu chiuso definitivamente nel 1958. Fu solo nel 1997 con la mostra "Biberon del dottor Dufour" si riscoprì l'importanza delle collezioni legate all'infanzia.
Da dicembre 2017, le collezioni del dottor Léon Dufour hanno trovato un posto importante al Musée des Pêcheries.  Chiamato Museo dell'infanzia, questa sezione è interamente dedicata al lavoro della "Goute de lait" e agli oggetti legati all'infanzia.

### Biberon del dottor Léon Dufour
Lo scopo della "Goutte de Lait" era combattere l'alta mortalità infantile dell'epoca dovuta ai fattori igienici. Ciò è stato fatto attraverso una bottiglia sana e sterilizzata, a differenza delle bottiglie a tubo lungo dove in cui il latte ristagnava e si sviluppavano i germi.
Il lavoro della "Goutte de lait" è stato fondato a Fécamp e si è diffuso in tutto il mondo. Pertanto, la sequenza dell'infanzia del Musée des Pêcheries presenta bottiglie distribuiti dal lavoro della "Goutte de lait" ma anche bottiglie di varie epoche e origini.

### Le altre collezioni
Le collezioni del dottor Léon Dufour comprendono anche oggetti legati all'infanzia come culle, cappellini e marsupi. Oggetti più sorprendenti compongono questa collezione, per esempio amuleti usati come rimedi popolari e confiscati dal dottor Dufour ai suoi pazienti di Fécamp.

## Il gabinetto delle curiosità
Inaugurato a settembre 2018, il gabinetto delle curiosità riunisce oggetti rari e insoliti riportati da tutto il mondo da navigatori e collezionisti. Tra le altre cose, il gabinetto riunisce oggetti dell'antichità egizia e precolombiana, madreperla scolpita, ceramiche cinesi e oggetti di vetro di Venezia (Vetri di Murano).

## Mostre temporanee
Mostre temporanee che hanno avuto luogo presso il Museo di Fécamp:
- Travailleurs de l'horizon, François Kollar et la mer, 20 gennaio 2018-30 aprile 2018
- Les vitraux de Sarkis aux Pêcheries, 9 giugno 2018-12 novembre 2018[2]
- Martine Dubilé, Ancrages, 2 marzo 2019-2 giugno 2019[3]
- Bertrand Dorny, itinéraires normands, 29 giugno 2019-5 gennaio 2020[4]
- L'invention d'Étretat - Eugène Le Poittevin, un peintre et ses amis à l'aube de l'impressionnisme[5] - Festival Impressionniste 2020 Archiviato il 23 marzo 2020 in Internet Archive.

## Centro di documentazione
Il museo ha una ricca collezione di archivi e documentazione, in particolare sulla storia di Fécamp, il lavoro della organizzazione della "Goutte de lait" (goccia di latte) e la pesca, in particolare sulla pesca a Terranova . Il centro di documentazione è accessibile su prenotazione.